# حرب فندالية
الحرب الفندالية (باليونانية: Βανδηλικὸς πόλεμος) كانت نزاع حربي في شمال أفريقيا (إلى حد كبير في تونس الحديثة) بين قوى الإمبراطورية الرومانية الشرقية ("البيزنطية") والمملكة الفاندالية في قرطاج، في 533-534. كانت أول حروب لجستنيان الأول هي إعادة الإمبراطورية الرومانية الغربية التي خسرت.
احتل الفانداليون شمال أفريقيا الرومانية في أوائل القرن الخامس، وأسسوا مملكة مستقلة هناك. تحت أول ملكهم، غايسريك، قامت البحرية الفندالية الهائلة هجمات القراصنة عبر البحر الأبيض المتوسط، أقالت روما وهزم الغزو الروماني الكبير في 468. وبعد وفاة غايسريك، والعلاقات مع الباقين على قيد الحياة الإمبراطورية الرومانية الشرقية تطبيع، على الرغم من التوترات اندلعت تصل في بعض الأحيان نظرا ل التلاحم المتشددة المتشددة للالريانية واضطهادهم للسكان الأصليين خلقيدونيان. في 530، انقلاب القصر في قرطاج أطاح الموالي للرومان هيلديريش وعين بدلا منه ابن عمه غيليمر. استغرق الإمبراطور الروماني الشرقية جستنيان هذا كذريعة للتدخل في الشؤون المخرب، وبعد أن أمنت حدود بلاده الشرقية مع الساسانيين الفرس في 532، وقال انه بدأ التحضير لحملة تحت بيليساريوس العام، الذي كتب السرد التاريخي الرئيسي للحرب بروكوبيوس سكرتير. تولى جستنيان الاستفادة منها، أو حتى حرض، التمرد في المحافظات النائية المخرب سردينيا وطرابلس. هذه لا يصرف إلا غيليمر من استعدادات الإمبراطور، ولكن أيضا تضعف دفاعات المخرب من خلال إرسال الجزء الأكبر من القوات البحرية المخرب وجزء كبير من جيشهم تحت شقيق غيليمر في زازون إلى سردينيا.
أبحرت القوة الاستطلاعية الرومانية من القسطنطينية في أواخر جوان 533 ، وبعد رحلة بحرية على طول سواحل اليونان وجنوب إيطاليا، هبطت على الساحل الأفريقي في كابوتفادا في أوائل سبتمبر إلى مفاجأة جيليمر الكاملة. جمع ملك فاندال قواته والتقى بالجيش الروماني في معركة Ad Decimum ، قرب قرطاج، في 13 سبتمبر. اقتربت خطة جيليمر التفصيلية لتطويق وتدمير الجيش الروماني من النجاح، لكن بيليساريوس استطاع أن يقود جيش فاندال ليهبط ويحتل قرطاج. انسحب Gelimer إلى Bulla Regia ، حيث جمع قوته المتبقية، بما في ذلك جيش Tzazon ، الذي عاد من سردينيا. في ديسمبر، تقدم جيليمر نحو قرطاج والتقى الرومان في معركة تريخامام. نتج عن المعركة انتصار روماني وموت تسازون. هرب Gelimer إلى قلعة جبلية نائية، حيث كان يحاصر حتى استسلم في الربيع.
عاد بيليساريوس إلى القسطنطينية مع كنز الفاندال الملكي والأسير جيليمر للاستمتاع بالانتصار، في حين أعيدت أفريقيا رسمياً إلى الحكم الإمبراطوري كمحافظة باريتوري في إفريقيا. لم يصل التحكم الإمبراطوري إلى أبعد من المملكة الفاندالية القديمة، ومع ذلك، أثبتت القبائل المغاربية الداخلية عدم استعدادها لقبول الحكم الإمبراطوري وسرعان ما ظهرت في التمرد. وقد اهتزت المقاطعة الجديدة بسبب الحروب مع المغاربة والتمردات العسكرية، ولم يحدث حتى عام 548 أن استعيد السلام وأنشأت الحكومة الرومانية بثبات.
| « | إن أسلافنا لم يستحقوا هذا الإرضاء من الرب، حيث أنهم لم يسمحوا فقط بتحرير أفريقيا، بل حتى رأوا روما نفسها التي سيطر عليها الفاندال، وجميع الشارات الإمبراطورية التي أخذت من هناك إلى إفريقيا. الآن، على أية حال، الرب، في رحمته، لم يسلم أفريقيا فقط ولا جميع محافظاتها في أيدينا، لكن أيضًا الشارة الإمبراطورية، والتي، بعد أن أزيلت عند أسر روما، أعيدت إلينا. | » |

### ثانوي
- Browning، Robert (1992). The Byzantine Empire (Revised Edition). The Catholic University of America Press. ISBN:0-8132-0754-1. مؤرشف من الأصل في 2020-10-22.
- Bury، John Bagnell (1923). History of the Later Roman Empire: From the Death of Theodosius I to the Death of Justinian. MacMillan & Co. ISBN:0-486-20399-9. مؤرشف من الأصل في 2023-05-25.
- Diehl, Charles (1896). L'Afrique Byzantine. Histoire de la Domination Byzantine en Afrique (533–709) (بالفرنسية). Ernest Leroux. Archived from the original on 2022-07-03.
- Hughes، Ian (2009). Belisarius: The Last Roman General. Westholme Publishing, LLC. ISBN:978-1-59416-528-3. مؤرشف من الأصل في 2021-03-08.
- Merrils، Andy؛ Miles، Richard (2010). The Vandals. Wiley-Blackwell. ISBN:978-1-405-16068-1.